# Appleton, Wisconsin

Appleton är en stad i Wisconsin, USA, cirka 160 km norr om Milwaukee. Antalet invånare var 72 623 (2010). Appleton är huvudsäte i Outagamie County. Staden ligger delvis även i Calumet County och  Winnebago County. Appleton är administrativ huvudort (county seat) i Outagamie County. 